# Stavershultasjön
Stavershultasjön är en sjö i Ängelholms kommun i Skåne och ingår i Stensåns huvudavrinningsområde.